# Serafín Marsal
Serafín Marsal fue un escultor que nació en 1862, en Cardona, España, pero vivió en Paraguay y a los 93 años, falleció en 1956, en Asunción.

## Biografía

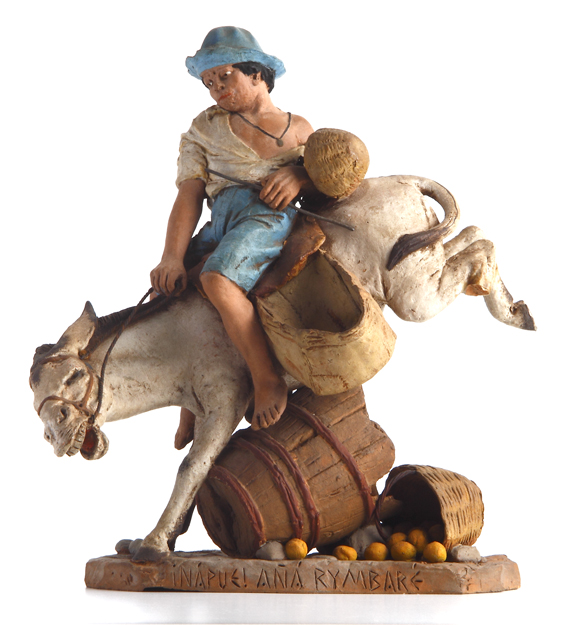
El chico y el burro: Marsal era extremamente listo al esculpir animales

Nació en Cardona, localidad ubicada en la provincia de Barcelona, Cataluña. Después de estudiar 6 años en la Academia de Bellas Artes en Barcelona, emigró a Buenos Aires, donde varios artistas franceses, italianos y españoles ya se destacaban en la escultura y en el grabado en metales.
En 1898 recibió el tercer premio en el Salón Nacional de Bellas Artes de Buenos Aires.
En el año siguiente aceptó la invitación para dar clases de dibujo y escultura en Santa Fe. Allá participó de los planes urbanos, de la producción de escultura y de la vida artística cultural de la ciudad. Una de sus esculturas, un busto del educador Sarmiento, permanece hasta hoy en una plaza dedicada al profesor.
En 1901 fue director Artístico de la Revista Blanco & Negro. En 1907, a los 46 años y en el auge de su reconocimiento artístico, Marsal se mudó a Asunción en Paraguay, siguiendo recomendaciones médicas debido a problemas de salud enfrentados por su mujer. En ciudad menor pasó por dificultades económicas, ya que casi no recibía encomiendas. Dio clases en la Escuela de Artes.
Mismo sin encomiendas, empezó a producir pequeñas estatuas de arcilla, que representaban de forma perfecta el pueblo paraguayo.

## Obras

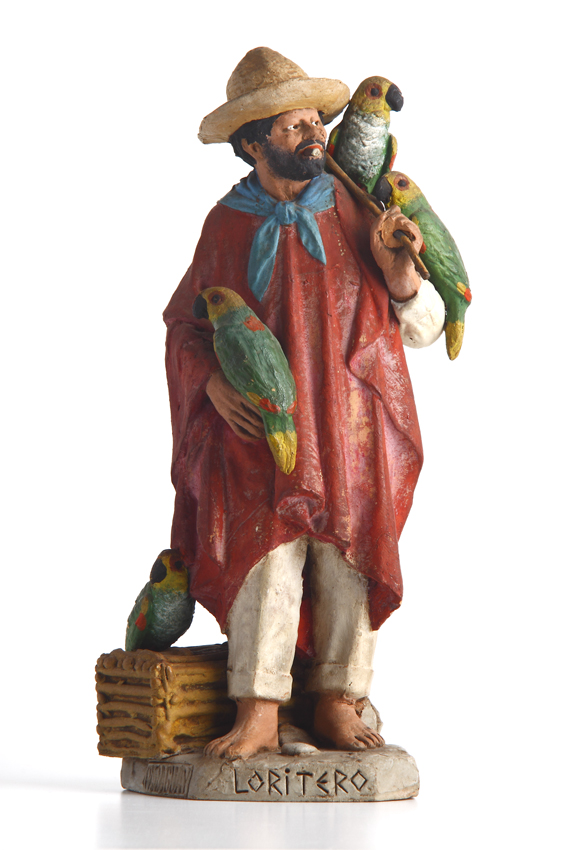
Loritero, primorosa estatua de Serafín Marsal

Hechas manualmente y con arcilla extraídas de la rivera del Río Pilcomayo, cada estatua representaba un personaje típico del pueblo paraguayo con riqueza de detalles y acabamiento primoroso. Marsal hizo de cada figura un molde, de donde extraía la pieza fundamental, pero el sistema no era de múltiplos, el acabamiento de cada pieza era hecho a mano, en una era diferente de la otra.
Además de la belleza y del cuidado en el acabamiento, las obras poseen gran significado histórico porque retratan personajes típicos de una época, son representaciones sociales, tales como: la mujer con un jarro en la cabeza, un burro como medio de transporte, rostros indígenas, el hombre que vendía frutas, entre tantos otros que frecuentaban el mercado de Asunción. 

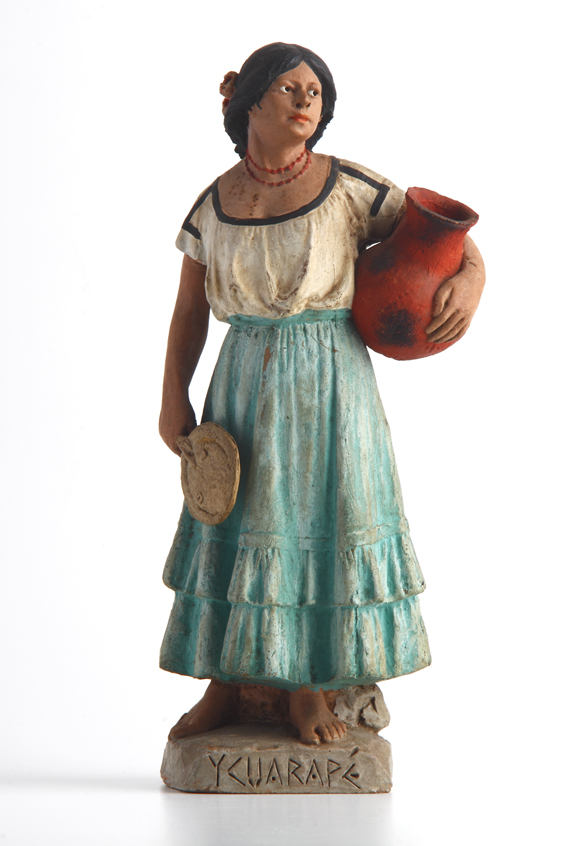
La Mujer paraguaya, representada en la figura de Marsal

Además, todas las figuras eran nombradas en guaraní, la lengua del pueblo. Marsal comentó en notas autobiográficas:
"Hace ya unos 18 años que me dedico a hacer figuritas en barro cocido. Calculo que han salido de mi casa unas cien figuritas por mes para ser vendidas en Norteamérica, en Centro y Sudamérica aproximadamente cincuenta mil; en Europa cuatro o cinco mil; en Japón poco más de mil y muchas otras que habrán ido a otros lugares cuyo destino ignoro".
Hoy, lo que resto de su obra teniendo en vista la fragilidad del material utilizado, está dividido entre las colecciones particulares y el Museo de Santa Fe, que posee una colección de 36 piezas.